# Eversten

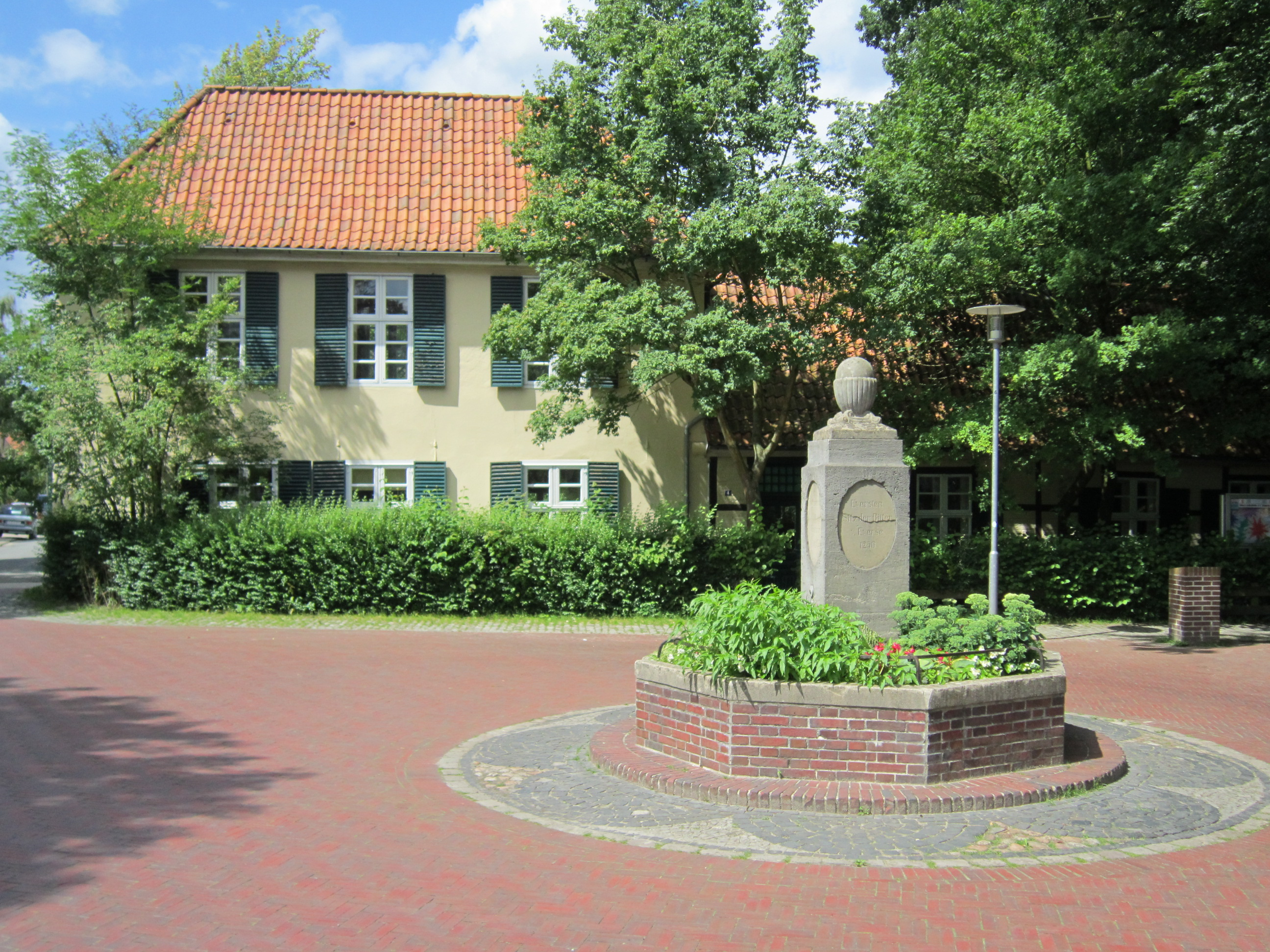
Dorfplatz Eversten, im Hintergrund das älteste Bauwerk im Stadtteil

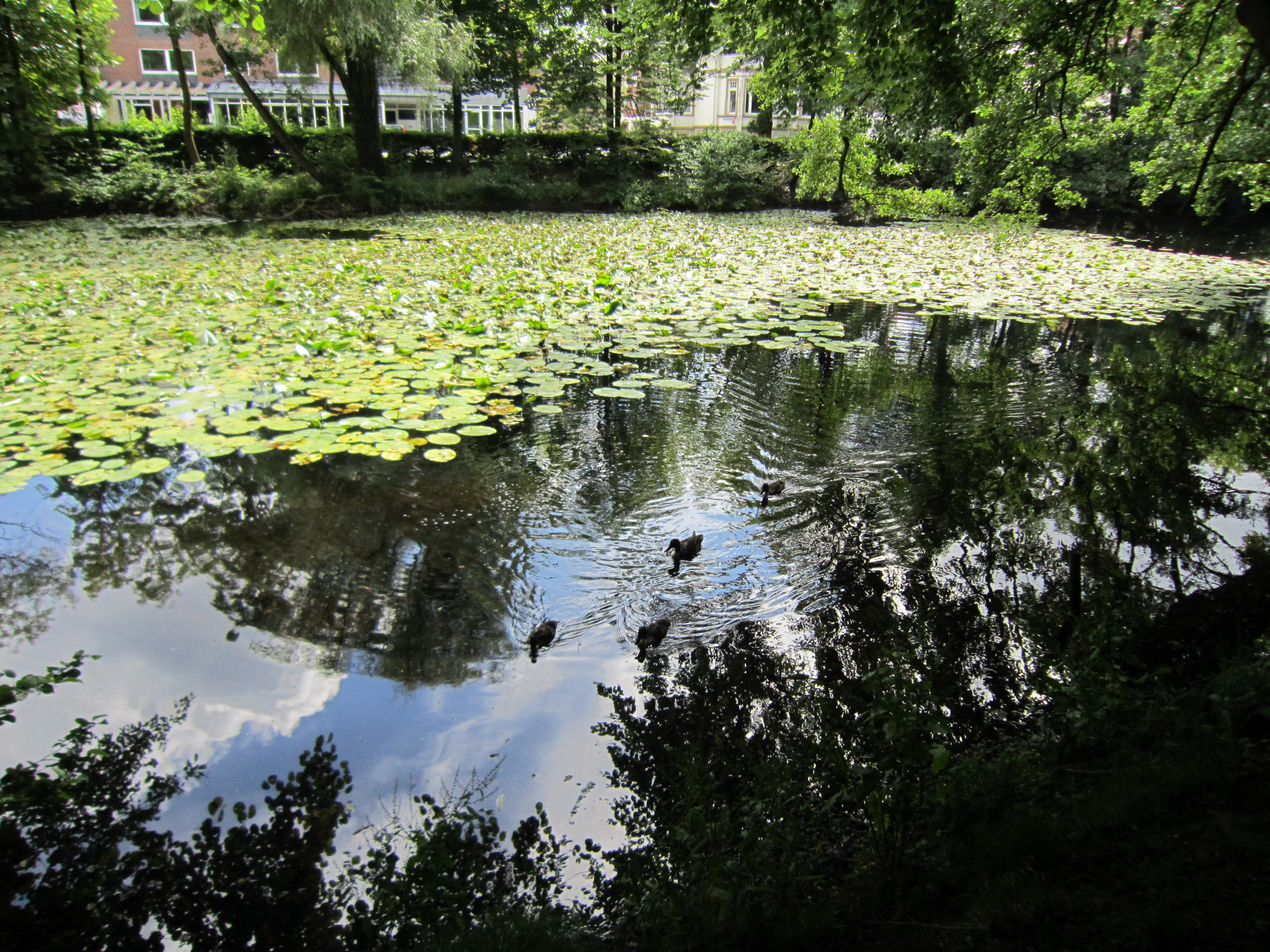
Pferdetränke im Eversten Holz

Eversten ist ein Stadtteil im Westen der niedersächsischen Stadt Oldenburg. Er umfasst unter anderem auch die Substadtteile Thomasburg und Bodenburg. Der Name leitet sich von der im 16. Jahrhundert erloschenen Familie von Eversen ab.

## Geschichte
Eversten und die umliegenden Gebiete befinden sich im Der Winkel genannten Nordwesten des sächsischen Lerigaus und gehörten bis zum Jahr 1463 zum Kirchspiel Westerstede, heute Westerburg (nicht zu verwechseln mit dem gleichnamigen Westerstede im angrenzenden Ammerland). Der Name Everse ist seit Ende des 14. Jahrhunderts verbrieft und leitet sich von der Ritterfamilie von Eversen ab, die dort seit dem 13. Jahrhundert ihren Stammsitz hatte und Anfang des 16. Jahrhunderts erlosch. Vorher wurde das Gebiet als Nortwinkele bezeichnet, abgeleitet von der Lage der Region im Norden des „Winkels“.
Die erste Besiedlung des Sumpf- und Moorlandes erfolgte um das Jahr 1200 durch die Familie von Eversen, die hier ihren Stammsitz errichtete. Ansonsten blieb das Gebiet Vor dem Eversten Thor bis weit in das 17. Jahrhundert hinein – auch durch ein Bebauungsverbot durch die Grafen von Oldenburg bedingt – weitgehend unbesiedelt und diente hauptsächlich dem Torfabbau. Erst 1648 wurde der Bloherfelder Wasserzug angelegt, ein Graben, der die Entwässerung der Torfmoore vor dem Wildenloh und damit eine Besiedlung ermöglichte. Um das Jahr 1700 begannen dann die ersten Siedler, das karge Land zu erschließen. Das meiste zur landwirtschaftlichen Nutzung brauchbare Land befand sich westlich der heutigen A 28, so dass sich hier der erste „Siedlungskern“ bildete, in dem dann 1746 die erste Schule errichtet wurde.
Bis zur Besetzung Oldenburgs durch napoleonische Truppen im Jahre 1810 gehörte Eversten zur Hausvogtei Oldenburg und danach zum Kanton Oldenburg im Departement der Wesermündungen. Nach dem Ende der Besatzung im Jahre 1814 wurde das wiedererrichtete Herzogtum Oldenburg in Ämter aufgeteilt, und Eversten wurde als Ortschaft in der Landgemeinde Oldenburg Teil des Amtes Oldenburg.
1833 expandierte Oldenburg zum ersten Mal auf das Gebiet seines Nachbarn: Westlich des Eversten Tores entstand ab 1804 südlich der Straße nach Eversten der herzogliche Schlossgarten, und auf dem Gebiet nördlich der Straße siedelten sich mit den Jahren viele herrschaftliche Beamte und wohlhabende Privatleute in villenähnlichen Häusern an. Da sie sich aufgrund ihrer gesellschaftlichen Stellung zu Oldenburg und nicht zur Landgemeinde zugehörig fühlten, erreichten sie mit Unterstützung durch den Magistrat der Stadt, dass dieses Gebiet durch Erlass von Großherzog Paul Friedrich August der Stadt Oldenburg angegliedert wurde.

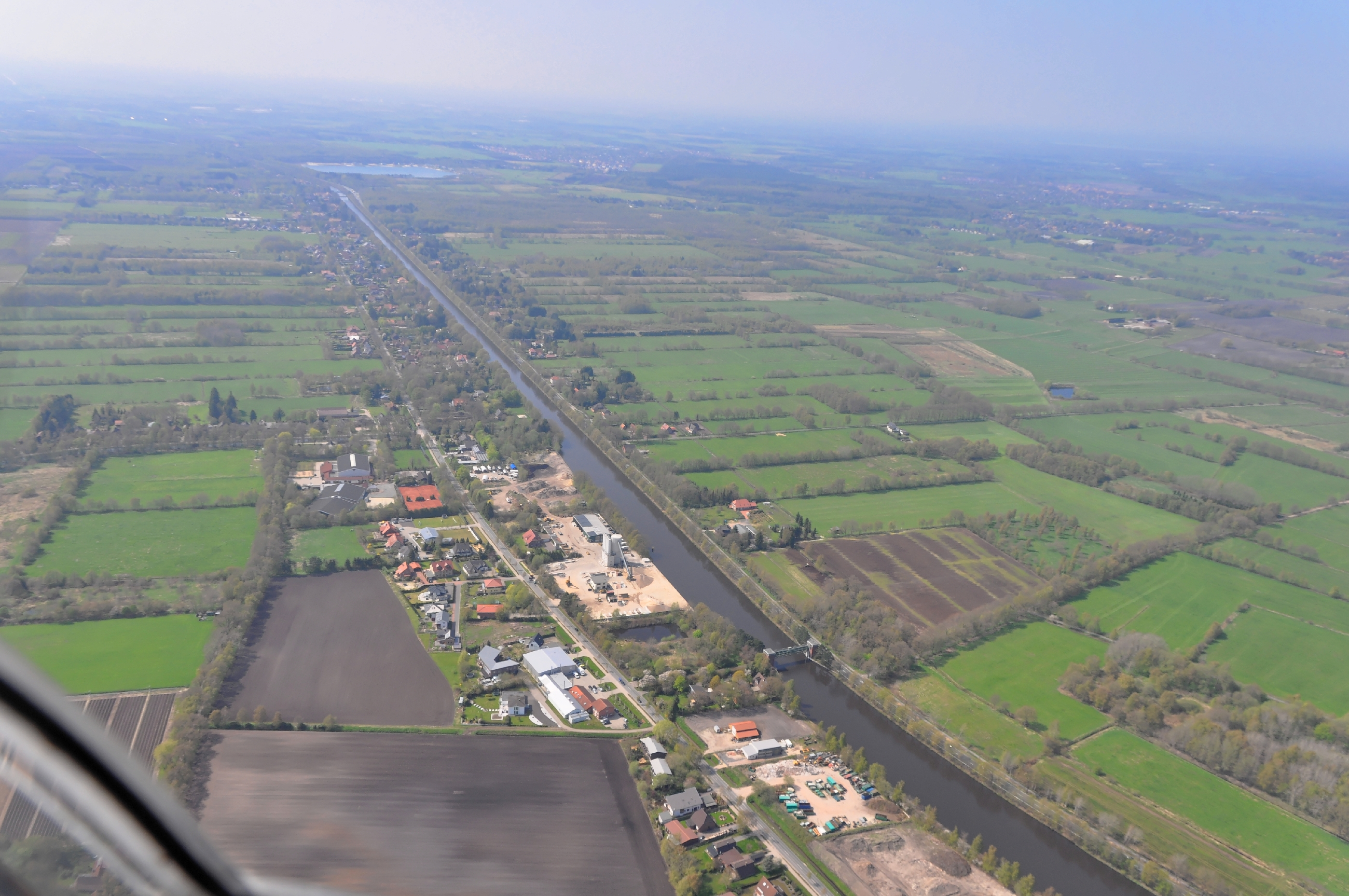
Nordmoslesfehn und der Südteil Everstens nördlich (rechts) des Küstenkanals

1897 wurde die Landgemeinde Oldenburg auf Bestreben der wohlhabenderen Bevölkerung des Gemeindenordens hin entlang der Bahnstrecke Oldenburg–Wilhelmshaven aufgeteilt. Der nordöstliche Teil wurde zur Gemeinde Ohmstede, und der südwestliche wurde als Gemeinde Eversten selbständig. Zu ihr gehörten neben Eversten selbst auch die Ortschaften Bloh, Bloherfelde, Hundsmühlen, Metjendorf, Ofen, Ofenerfeld und Wehnen sowie die Moorkolonien Friedrichsfehn mit dem Wildenloh, Nordmoslesfehn und Petersfehn.
Ab 1911 versuchte die Stadt Oldenburg, sich weiter auf Everster Gebiet auszudehnen. Aber es gelang ihr erst im Jahr 1923, die Gemeinde Eversten zu einem Vertrag zu bewegen, der die Eingemeindung des gesamten Gemeindegebietes nach Oldenburg zum Inhalt hatte, was die Stadt mit einem Schlag zur flächenmäßig viertgrößten deutschen Stadt nach Berlin, Rostock und Frankfurt am Main gemacht hätte – ein Ansinnen, das der Oldenburgische Landtag allerdings ablehnte. 1924 stimmte der Landtag dann einer geänderten Fassung des Vertrages zu, der statt der kompletten Eingemeindung die Aufteilung der Gemeinde Eversten vorsah und nur der östliche, städtische Teil mit Eversten, Wechloy, Bloherfelde, Nordmoslesfehn und Alexandersfeld der Stadt Oldenburg angegliedert werden sollte. Der westliche, ländlichere Teil dagegen blieb als Gemeinde Ofen im Amt Oldenburg unabhängig.

## Eversten Holz und Everstenmoor
Das Eversten Holz ist ein 18 Hektar großer Landschaftspark mit einer langen Geschichte. Auf die Gestaltung nahmen zum Ausgang des 18. Jahrhunderts Herzog Friedrich August mit Forstmeister Johann Peter Ahlers, dann Peter Friedrich Ludwig und schließlich (ab 1829) Großherzog Paul Friedrich August mit Hofgarteninspektor Julius Bosse besonderen Einfluss.
Das Eversten Holz dient heute der Naherholung. Zuständig sind das Land Niedersachsen und die örtliche Schlossgartenverwaltung. Ihr zur Seite steht seit 2008 der Förderverein Freunde des Eversten Holzes e. V.
Im äußersten Südwesten befindet sich das Everstenmoor. Es ist 105 Hektar groß und steht seit 1990 unter Naturschutz. Spaziergänger dürfen das Moor auf gekennzeichneten Wegen betreten.

## Evangelische Kirchengemeinde Eversten

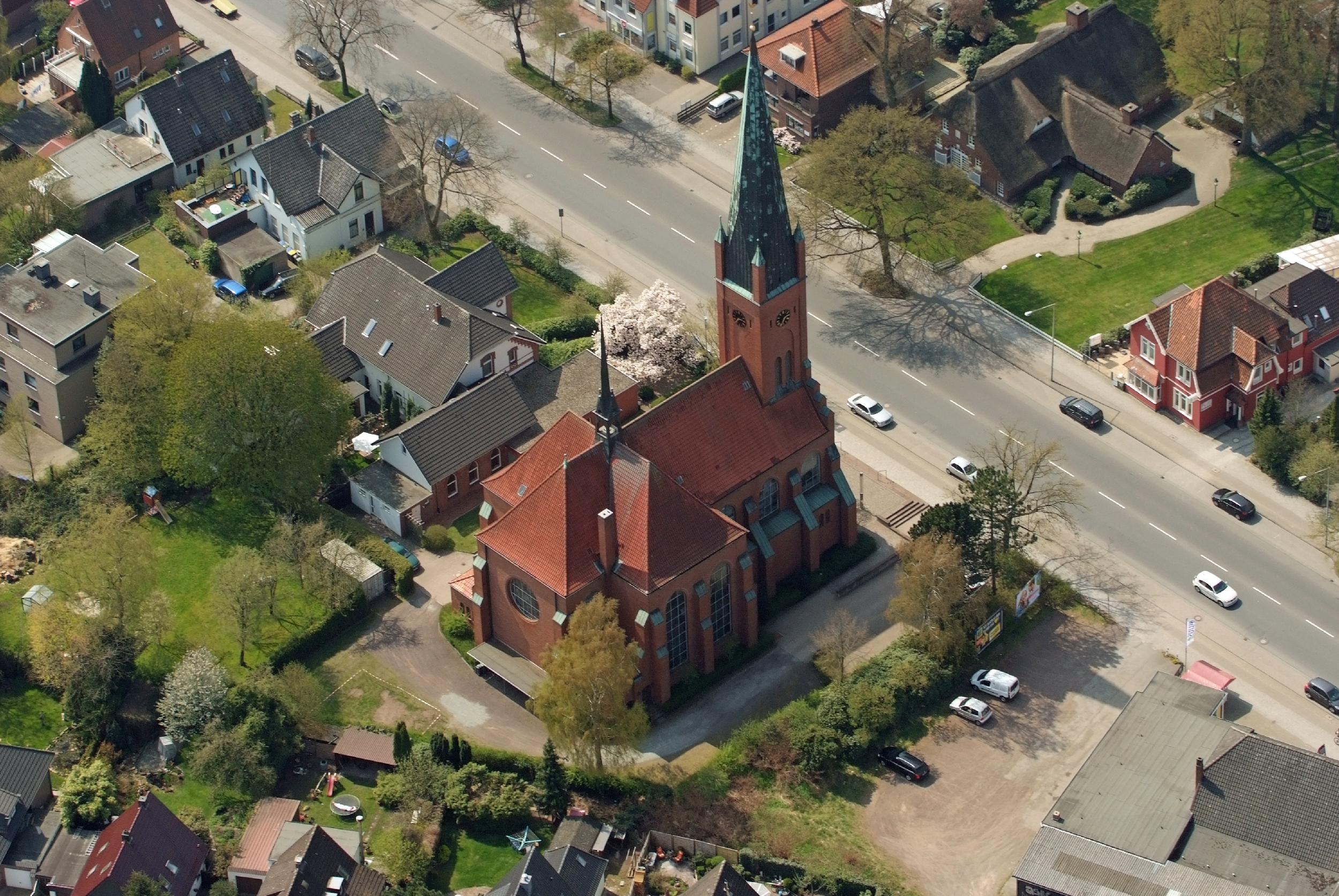
Luftbild der St.-Ansgari-Kirche Eversten

Die selbständige Evangelische Pfarrgemeinde Eversten entstand 1. Mai 1901, als die bisherige Pfarrgemeinde Oldenburg mit der Pfarrkirche St. Lamberti, die neben der Stadt auch die gesamte bisherige Landgemeinde Oldenburg umfasste, im Zuge der Umgestaltung der politischen Landkarte um die Stadt Oldenburg in vier unabhängige Gemeinden aufgeteilt wurde. Dabei wurde die politische Gemeinde Eversten in zwei Pfarrgemeinden aufgeteilt. Zum einen die Pfarrgemeinde Ofen, zuständig für den Gemeindenorden, zum anderen die Pfarrgemeinde Eversten, zuständig für den Gemeindesüden, sowie für die Ortschaften Südmoslesfehn und Hundsmühlen der Gemeinde Wardenburg. Die neue Pfarrkirche St. Ansgari wurde am 4. Dezember 1902 eingeweiht; bis dahin fanden die Gottesdienste wie bisher in der Lamberti-Kirche statt.
1969 wurde Friedrichsfehn aus der Kirchengemeinde Eversten herausgelöst und mit dem bisher zur Kirchengemeinde Ofen gehörenden Petersfehn zur Kirchengemeinde Friedrichsfehn-Petersfehn zusammengefasst. Die verbliebene Gemeinde Eversten wurde dann zum 1. Januar 1970 in die vier Pfarrgemeinden Bloherfelde, Eversten-Nord, Eversten-Mitte und Eversten-Süd geteilt, die sich wiederum zur Evangelisch-Lutherischen Gesamtkirchengemeinde Eversten zusammenschlossen. Zum 1. Juni 1994 wurden aus den Kirchengemeinden Bloherfelde, Eversten-Nord, Eversten-Mitte, Eversten-Süd folgende Kirchengemeinden gebildet: Ev.-luth. Kirchengemeinde Bloherfelde, Ev.-luth. Kirchengemeinde St. Ansgar Eversten, Ev.-luth. Kirchengemeinde Nikolai Eversten.
Inzwischen wurde auch die Kirchengrenze zwischen Eversten und Wardenburg an die politische Grenze angeglichen, und die zum Landkreis Oldenburg gehörenden Ortschaften Hundsmühlen und Südmoslesfehn, die bisher zum Kirchenkreis Oldenburg Stadt gehörten, wurden dem Kirchenkreis Delmenhorst/Oldenburg-Land angeschlossen und bilden seitdem mit Tungeln eine eigene Pfarrgemeinde.

## Verkehr
Eversten wird durch folgende Buslinien der Verkehr und Wasser GmbH (VWG) an den öffentlichen Personennahverkehr angebunden:
- Linie 301: Diese Linie bedient sämtliche Haltestellen an der Hauptstraße und folgt bis Margarete-Gramberg-Straße dem Verlauf der Edewechter Landstraße. Die Busse fahren über Kaspersweg und Osterkampsweg zum Endhaltepunkt Eversten/Schramperei.
- Linie 318: Diese Linie bedient das Neubaugebiet Eversten-West.
- Linie 322: Über das Bodenburgviertel und den Hausbäker Weg bedient diese Linie das Siedlungsgebiet Thomasburg.
- Linie 324: Am Friedhof Eversten fährt diese Linie über Paulstraße und Ulhornsweg Richtung BBS Wechloy.

Die Anbindung Everstens an das Fernstraßennetz erfolgt über die Abfahrt Oldenburg-Eversten der A 28, die den Stadtteil der Länge nach durchquert, sowie über die B 401, die entlang des Küstenkanals im Süden verläuft.

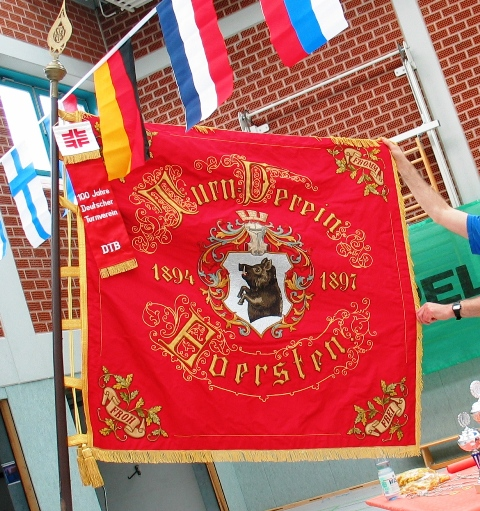
Historische Vereinsfahne des Turnverein Eversten von 1894

## TuS Eversten
Nach dem Ende des Zweiten Weltkrieges fanden viele Vertriebene aus den deutschen Ostgebieten in Eversten ihre neue Heimat, und als in den 50er Jahren in Oldenburg eine rege Bautätigkeit einsetzte, war Eversten dabei ein besonders begehrtes Baugebiet. Daraus resultiert auch der starke Zuwachs an Mitgliedern im Turn- und Sportfreunde Eversten (TuS Eversten) mit rund 1.800 Mitgliedern (Stand Mitgliederversammlung im März 2013).
In der Gründungsversammlung am 30. Januar 1894 im Odeon an der Wienstraße gegenüber dem Gemeindebrunnen gründeten 29 Anwesende den Turnverein Eversten. Schon im Laufe des Abends stieg die Mitgliederzahl auf 42. Der monatliche Beitrag wurde für Mitglieder auf 50 Pfennig und für Vereinsfreunde und Turnschüler auf 30 Pfennig festgesetzt.
Nach dem Ende der Nazi-Zeit und des Zweiten Weltkrieges betrieb die Stadtverwaltung Oldenburg die Wiederzulassung des zivilen Turn- und Sportbetriebes bei der britischen Militärregierung. Nach der Freigabe am 1. August 1945 wurde am 17. Dezember 1945 der „Sportkreis Oldenburg“ aus der Taufe gehoben. Schon am 27. November 1945 fand eine außerordentliche Hauptversammlung des Turnverein Eversten statt. Auf Vorschlag des Ehrenvorsitzenden Georg Harms erhielt der Verein den neuen Namen „Turn- und Sportfreunde Eversten von 1894 e. V.“.

## Everstener Brunnenlauf
Eine regelmäßig wiederkehrende Veranstaltung in Eversten ist der Everstener Brunnenlauf. Seit 2001 organisiert der Lauftreff des TuS Everstens den mit rund 3000 Läufern achtgrößten (NLVA 2011) Volkslauf Niedersachsens; etwa 1.400 Schulkinder laufen um die Klassenkassenpreise. Der Volkslauf findet immer am ersten Sonntag im Juni statt. Aufgrund der COVID-19-Pandemie fand der Everstener Brunnenlauf 2020 und 2021 als virtueller „Sololauf Oldenburg“ statt.